# Marina Watanabe
Marina Watanabe (渡辺満里奈 Watanabe Marina), Nació el 18 de noviembre de 1970 en Ōta (Tokio), Japón. Es una locutora, actriz, cantante y ex Idol japonesa. Fue la miembro número 36, del grupo idol Onyanko Club. Al haber contraído nupcias adoptó el nombre de (満里奈 Nagura Marina), sin embargo ella sigue trabajando con su nombre de soltera.

## Biografía
Marina realizó su primera audición en el concurso Miss Seventeen, junto a Shizuka Kudo. sin embargo a diferencia de esta, no logró aprobar. Tiempo después volvió a intentarlo en el concurso "The Scout Idol wo Sagase!" para el programa televisivo "Yuyake Nyan Nyan" donde pasó a convertirse en la miembro número 36 del grupo Onyanko Club debutando en marzo de 1986. Su primer single debut fue titulado "Shinkokyuu Shite" alcanzando el puesto número 1 en las lista de singles oricon, convirtiéndose así en la artista femenina de menor edad con solo 15 años y 11 meses que alcanzara tal posición. En 2001 Maki Goto batiría su récord con 15 años y 6 meses de edad. 

### Después de Onyanko Club y en la actualidad
Tras la disolución de Onyanko Club en septiembre de 1987, continuo con su carrera musical hasta fines de los años 90. En adelante tuvo apariciones regulares en comerciales y programas de televisión, alternando sus actividades como actriz y algunos trabajos en la industria del anime. Con los años enfocaría su actividad artística en la locución, para shows televisivos centrados en la comedia y temas relacionados con la moda, los Pilates, la salud personal, los viajes etc. En 2009 lanzó su propia marca de ropa a la que llamó "gris-gris", misma que está dirigida a los niños. Actualmente sigue en la locución y es partícipe de distintos comerciales de tv.

## Vida personal
Marina contrajo nupcias con Jun nagura, perteneciente a un trío de comediantes nombrado "Neptuno". Tal acontecimiento fue anunciado en el show de tv "Zenigada Kintarou" en el año 2005. 
El 9 de diciembre de 2007 dio a luz su primer hijo, así como a una niña el 24 de junio de 2010.

## Curiosidades
A continuación se listan dos curiosidades de esta Idol:
- Su nombre "Marina" es poco común en el país nipón, siendo llamada así por su padre tras su nacimiento, quien es aficionado a la Vela (deporte).
- Mientras estuvo en activo con Onyanko Club, fue apodada "Double W Watanabe" junto a la también miembro del grupo: Minayo Watanabe, debido a que comparten el mismo apellido.

## Datos de Interés
- Tipo de sangre:B
- Estatura: 163cm
- Peso: 47kg
- Medidas: 85-60-88cm
- calzado: 23.5
- Agencia: SMA entertainment

## Discografía

### Álbumes de Estudio
- [1987.02.26] MARINA
- [1987.09.02] EVERGREEN
- [1987.12.09] CHRISTMAS TALES
- [1988.07.21] SUNNY SIDE
- [1989.04.07] MISS
- [1989.12.15] TWO OF US
- [1990.07.21] a piece of cake!
- [1991.08.01] mood moonish
- [1996.03.21] Ring-a-Bell

### Sencillos
- [1986.10.08} Shinkokyuu Shite (Watanabe Marina with Onyanko Club)
- [1987.01.01] White Rabbit Kara no Message
- [1987.04.08] Marina no Natsu
- [1987.07.15] Natsuyasumi Dake no Sideseat
- [1987.11.11] Chiisana Breakin' my heart
- [1988.03.12] Mitsumete Agetai
- [1988.06.22] Natsu no Tanpen
- [1988.10.21] Mou Yume Kara Samenaide
- [1989.03.01] Calendar
- [1989.07.21] Niji no Shounen
- [1989.11.22] Mune ga Ippai
- [1990.04.08] Atarashii Kimochi
- [1990.07.01] Daisuki na Shirt
- [1991.08.01] Shiawase no Rinkaku
- [1992.05.21] Birthday Boy
- [1995.02.22] Ureshii Yokan
- [1997.10.22] Taiyou to Hana Uta

### Mejores álbumes
- [1988.04.01] DIARY
- [1990.11.18] FUNNY FACE
- [1997.07.21] Watanabe Marina Best Collection
- [2010.04.28] GOLDEN BEST Kawai Sonoko Kokusho Sayuri Jounouchi Sanae Watanabe Minayo Watanabe Marina
- [2010.04.28] GOLDEN BEST Watanabe Marina

### Box Set
- [2006.12.21] Marina Watanabe All In One

### Conciertos
- [1988.05.28] 1988 Haru, Marina
- [1988.10.21] Mou Yume Kara Samenaide
- [1988.11.21] photograph
- [1990.03.21] Atarashii Kimochi ~My only true love story
- [1990.09.21] Daisuki na Shirt (1990 Ryokou Sakusen)

### Compilaciones /Otros
- [1988.06.22] Natsuyasumi -Idol Summer Song Collection-
- [1988.11.21] Christmas no Idol-tachi
- [1990.04.21] Super Idol Best Hit 16
- [1991.10.25] Exotica Bojou
- [1992.08.01] YAWARA! Soreyuke Koshinuke Kids!!
- [1993.09.09] Happy End ni Sasagu
- [1995.11.11] MAX JAPAN 2
- [1997.07.01] GOLDEN J-POP 1985~86
- [1999.11.03] 20 Seiki BEST / Idol History Vol. 3
- [2000.11.22] Seishun Uta Nenkan '86 BEST 30
- [2003.11.27] CITY POP ~SONY MUSIC edition
- [2004.11.17] Idol Miracle Bible Series Idol Christmas
- [2007.07.18] Summer Girl
- [2008.03.19] Otokabe JAPAN
- [2008.06.25] Shoujo Jidai ~Mune Kyun Bakka.~
- [2009.12.23] LOVELY POPS

### Doramas
- [1987] Koi wa Hihoo! Sono 4
- [1988] Tokimeki Zakari
- [1989] Sugishi Hi no Serenade
- [1989] Ano Natsu ni Dakaretai
- [1990] Y Satsujin Jiken - Yukemuri Ski to Jyoshidaisei
- [1990] Yobikou Bugi
- [1990] Gokigenyou! Oudanhodou de Tsukamaete
- [1990] Yo ni mo Kimyou na Monotagari
- [1990] Zesshou
- [1990] Chushingura
- [1991] Onna Shougatsu
- [1991] Doro Dareke no Jyunjyou
- [1991] Hi wa Nazo no Inital -H Satsujin Jiken-
- [1991] Ai to Nikushimi no Catch Phone
- [1991] Hatsukoi no Satsujinjya
- [1991] Akkan Page
- [1992] Waru
- [1992] Kinou no Watashi ni Sayonara wo
- [1992] Kiken na Byoshou
- [1993] Ocha no Ma
- [1993] Kachousan no Yakdoshi
- [1993] Nakitai Yoru mo Aru
- [1994] Abe Yumiko no Tanjoubi
- [1994] Moshi mo Negai ga Kanau Nara
- [1994] Kachousan no Yakdoshi Special
- [1994] Kimi ni Tsutaetai
- [1994] Oni Yuri Kouchou, Hashiru!
- [1994] Soutou no Akuma
- [1994] Shikini Reni
- [1995] Kamisan no Akkou|Kamisan no Akkou 2
- [1995] Moshi mo Negai ga Kanau Nara Special
- [1995] Nihon Ichi Mijikai "Haha" e no Tegami
- [1995] Jiken Series
- [1996] Dear Women
- [1997] Dear Women Special
- [1999] Peach na Kankei
- [2001] FACE ~Mishirame Koibito~
- [2001] Kangei! Danjiki Goikkousama
- [2002] Hito ni Yasashiku
- [2012] Soup Curry

### Openings de Anime
- Chibi Maruko-chan (TV 2) : Theme Song Performance (OP #1)
- Yawara! Soreyuke Koshinuke Kids!! (movie) : Theme Song Performance (ED)

### Photobooks
- Marina no Tamashii
- Marina no Tabibukure - Tawawa Taiwan -
- Amatsuyu na Gohoubi
- PIRATISU Michi